# Lilli Gruber
Dietlinde Gruber, ismertebb nevén Lilli Gruber (Bolzano, 1957. április 19. –) olaszországi őslakos, német nyelvű, kisebbségi újságírónő, televíziós műsorvezető, írónő, olaszországi politikus. Pályáját ma már elsősorban olaszul gyakorolja.
Az 1980-as évek eleje óta újságírással foglalkozik, karrierjét a Rai regionális híradójában a TGR műsorvezetőjeként kezdte, később a Rai 2 TG2 valamint a Rai 1 TG1 híradóinál dolgozott. A berlini fal leomlásakor és az iraki háborúban volt a Rai kiküldött tudósítója.
2004–2008 között európai parlamenti képviselő volt a baloldali Egyesült Olajfa koalíció jelöltjeként. 2008 óta a LA7 olasz kereskedelmi csatorna Otto e mezzo (Fél kilenc) című közéleti háttérműsort vezeti.

## Életrajza
Gruber német nemzetiségi családba született. Anyanyelvi szinten beszél, ír németül és olaszul. Édesapja Alfred Gruber, egy német nyelvű épületgépészeti vállalkozás tulajdonosa. Szülei válása után Egnában nőtt fel két bátyjával. A bolzanói Marcellina nővérek nyelvi szakközépiskolájában tanult. Velencében diplomázott idegen nyelvek és irodalom szakon. Újságírói gyakorlatra a TeleBolzano csatornánál és a tartományi l'Adige és Alto Adige napilapoknál tett szert. Ezután az olasz közmédia, a Rai Sender Bozen nevű, regionális német nyelvű műsoraiban dolgozott. Az 1980-as évek elején a Rai TGR Trentino/Alto Adige regionális híradójának szerkesztőségében dolgozott.
1986-ban Antonio Ghirelli vezetése alatt került a TG2 híradóhoz. Itt a délutáni kiadást vezette, 1989-ben a berlini fal leomlásakor a Rai kiküldött tudósítója volt. 1990-ben átment a TG1 híradóhoz, ahol eleinte a külpolitikai hírekkel foglalkozott, később az esti, 20 órakor kezdődő legnézettebb főkiadást vezette. Emellett háborús helyszíneken kiküldött tudósítóként is dolgozott: a délszláv háború, az iraki háború és a 2001. szeptember 11-ei terrortámadások során tudósította a Rait.
1997-ben megkapta az Alghero Donna újságírónőknek adható díjat. Ezen kívül a Corriere della Sera és a La Stampa napilapoknak is írt.
Az 1990-es években külföldön is dolgozott: a német ProSieben heti magazinját, a Focus TV-t vezette 1996-ban, 1998-ban a német közszolgálati Südwestfunk egyik talk show-ját vezette.
2004-ben otthagyta a Rait, mivel állítása szerint a 2. Berlusconi-kormány vezetése alatt nem volt sajtószabadság. Ekkor jelölte az európai parlamenti választásokon a baloldali Margaréta-párt, az Olajfa koalíció része. Az észak-keleti és közép-olasz tartományokat magába foglaló választókerületet meg is nyerte.
Az Európai Parlamentben az Európai Szocialisták Pártja frakciójának tagja. Az Öböl-menti államok kapcsolatáért felelős delegáció elnöke, a polgári szabadsági, igazságügyi, belügyi bizottságok, illetve az Iránnal való kapcsolatokért felelős delegáció tagja.
2008-ban lemondott európai képviselői munkájáról, és visszatért Olaszországba, ahol újságíróként dolgozik. A LA7 nevű olasz kereskedelmi csatorna Otto e mezzo című közéleti műsorának vezetője lett. Emellett könyveket is írt, Ereditá és Tempesta című művei a 19. században és a 20. században játszódnak, főszereplőjük a saját családja. 2016-ban megírta az Prigionieri dell'Islam (Az Iszlám foglyai) című tanulmányát.
Részt vett a Bilderberg-csoport éves gyűlésein 2012, 2013, 2015 és 2016-ban.

## Könyvei
- Quei giorni a Berlino. Il crollo del Muro, l'agonia della Germania Est, il sogno della riunificazione: diario di una stagione che ha cambiato l'Europa, társszerző Paolo Borella, Torino, Nuova Eri edizioni RAI, 1990 ISBN 88-397-0594-5
- I miei giorni a Baghdad, Milano, Rizzoli, 2003 ISBN 88-17-87317-9
- L'altro Islam. Un viaggio nella terra degli sciiti, Milánó, Rizzoli, 2004 ISBN 88-17-00372-7; Milánó, BUR, 2005 ISBN 88-17-00846-X
- Chador. Nel cuore diviso dell'Iran, Milánó, Rizzoli, 2005 ISBN 88-17-00847-8; Milánó, BUR, 2006 ISBN 88-17-01224-6
- America anno zero. Viaggio in una nazione in guerra con se stessa, Milánó, Rizzoli, 2006 ISBN 88-17-01265-3; Milánó, BUR, 2007 ISBN 978-88-17-01804-3
- Figlie dell'Islam. La rivoluzione pacifica delle donne musulmane, Milánó, Rizzoli, 2007 ISBN 978-88-17-01840-1
- Streghe. La riscossa delle donne d'Italia, Milánó, Rizzoli, 2008 ISBN 978-88-17-02487-7
- Ritorno a Berlino. Il racconto dell'autunno che ha cambiato l'Europa, társszerző Paolo Borella, Milánó, Rizzoli, 2009 ISBN 978-88-17-03481-4
- Eredità. Una storia della mia famiglia tra l'impero e il fascismo, Milánó, Rizzoli, 2012 ISBN 978-88-17-04537-7
- Tempesta, Milano, Rizzoli, 2014. ISBN 978-88-17-07567-1
- Prigionieri dell'Islam. Terrorismo, migrazioni, integrazione: il triangolo che cambia la nostra vita, Milánó, Rizzoli, 2016 ISBN 978-88-17-08854-1